# Chinesischer Inselmaulwurf
Der Chinesische Inselmaulwurf (Mogera insularis) ist eine Säugetierart aus der Gattung der Ostasiatischen Maulwürfe innerhalb der Maulwürfe (Talpidae). Ihr Verbreitungsgebiet umfasst die Inseln Taiwan und Hainan. Dort bewohnt sie verschiedene Lebensräume von Wäldern über Wiesen bis kultivierten Flächen in Flachland- sowie Gebirgsregionen. Es handelt sich um einen kleinen Vertreter der Ostasiatischen Maulwürfe. Wie alle Gattungsvertreter kennzeichnet die Tiere ein zylindrischer Körper, ein kurzer Hals und grabschaufelartige Vorderfüße. Das Fell zeigt dunkelgraue Farbtöne, charakteristisch ist die breite Schnauze. Zur Lebensweise liegen kaum Informationen vor, die Tiere sind aber unterirdisch aktiv und ernähren sich von Regenwürmern und Insekten. Die Art wurde im Jahr 1863 wissenschaftlich benannt. Teilweise schloss sie auch den La-Touche-Maulwurf aus dem südlichen China und dem nördlichen Vietnam mit ein, der heute aber als eigenständig gilt. Eine weitere Maulwurfsform auf Taiwan, der Kano-Maulwurf, wurde erst im Jahr 2007 aus dem Chinesischen Inselmaulwurf ausgegliedert. Der Bestand des Chinesischen Inselmaulwurfs ist als nicht gefährdet eingestuft.

## Merkmale

### Habitus
Der Chinesische Inselmaulwurf ist eine kleine Art der Maulwürfe mit einer Kopf-Rumpf-Länge von 11,2 bis 13,7 cm und einer sehr kurzen Schwanzlänge von 0,7 bis 1,2 cm. Der Schwanz entspricht dadurch rund 5,5 bis 8,8 % der Länge des übrigen Körpers. Das Gewicht liegt bei 42 bis 72,5 g. Die zweite, auf Taiwan vorkommende Maulwurfsart, der Kano-Maulwurf (Mogera kanoana) erreicht nicht ganz diese Ausmaße, besitzt aber einen ähnlich langen Schwanz, während der südchinesische La-Touche-Maulwurf (Mogera latouchei) vergleichbar groß ist zum Kano-Maulwurf, jedoch einen deutlich längeren Schwanz aufweist. Äußerlich gleichen sich die drei Formen ansonsten, wie auch den anderen Ostasiatischen Maulwürfen. Der Körper ist zylindrisch geformt, der Hals kurz und die Vorderbeine ähneln Grabschaufeln. Die Handflächen werden 1,4 bis 1,7 cm lang und 1,6 bis 1,8 cm breit. Die Länge der Hinterfüße entspricht der der Vorderfüße, sie übertrifft allerdings die Schwanzlänge. Das Fell ist auf dem Rücken schwarzgrau bis schiefergrau, auf dem Bauch braungrau bis dunkelgrau. Auf den Füßen und an der Schwanzspitze kommen einzelne weiße Haare vor.

### Schädel- und Gebissmerkmale
Die Schädellänge liegt bei durchschnittlich 30,9 mm. Er ist auffallend klein, verfügt aber über ein breites Rostrum, das auf Höhe der Molaren 8,9 mm, auf Höhe der Eckzähne 4,7 mm weit wird. Als Charakteristikum öffnet sich der Gehörgang beim Chinesischen Inselmaulwurf eher eng. Beim Kano-Maulwurf ist die Öffnung hingegen weit, beim La-Touche-Maulwurf noch weiter. Der Unterkiefer misst im Mittel 20,8 mm in der Länge und ist schlank gebaut. Das Gebiss umfasst 42 Zähne, die Zahnformel lautet: {\displaystyle {\frac {3.1.4.3}{2.1.4.3}}}. Bei insgesamt 4,3 % aller untersuchten Individuen bestehen Zahnanomalien in Form von einzelnen fehlenden oberen Prämolaren, zumeist den zweiten. Die oberen Schneidezähne stehen V-förmig zueinander und lehnen sich in der Regel nach vorn. Der Eckzahn ist stark vergrößert. Die ersten drei Prämolaren weisen jeweils eine Spitze auf und sind eher klein, der letzte hingegen ragt hoch auf. Die unteren beiden Schneidezähne und der Eckzahn sind etwa gleich groß, der nachfolgende Prämolar ähnelt einem großen Eckzahn (caniniform). Die beiden mittleren Prämolaren werden nur sehr klein, der letzte dagegen ist groß und zweiwurzelig. Die obere Zahnreihe erstreckt sich über 13,3 mm Länge, die untere über 12,4 mm.

### Skelettmerkmale
Die Wirbelsäule setzt sich aus 7 Hals-, 13 bis 14 Brust-, 6 Lenden-, 6 Kreuzbein- und 11 Schwanzwirbeln zusammen.

### Genetische Merkmale
Der diploide Chromosomensatz lautet 2n = 32. Er besteht aus 9 meta- bis submetazentrischen, 4 subtelozentrischen und 2 acrozentrischen Autosomenpaaren. Das Y-Chromosom ist fleckenartig, das X-Chromosom submetazentrisch. Ursprünglich wurden 3 subtelozentrtische und 3 acrozentrische Paare  angegeben, was allerdings auf eine Fehlbestimmung zurückgeführt wird.

## Verbreitung und Lebensraum

Verbreitungsgebiet des Chinesischen Inselmaulwurfs

Das Verbreitungsgebiet des Chinesischen Inselmaulwurfs umfasst zwei deutlich voneinander getrennte Bereiche: einerseits die Insel Taiwan, andererseits die Insel Hainan. In einer ursprünglich erweiterten Auffassung war die Art auch über weite Teile des Südens von China bis in den Norden von Vietnam verbreitet. Die Populationen dort werden heute dem La-Touche-Maulwurf zugeschrieben. Auf Taiwan nutzen die Tiere Obstbaumfarmen, aufgelassene Wiesenflächen, Flussufer und Wälder als Lebensräume. Die Höhenverbreitung umfasst die Gebiete vom Meeresspiegelniveau bis auf Gebirgslagen um 2000 bis 2500 m. In höheren Bereichen kam es in der Vergangenheit möglicherweise zu Verwechslungen des Chinesischen Inselmaulwurfs mit dem Kano-Maulwurf, der zweiten auf Taiwan auftretenden Maulwurfsart, die erst 2007 wissenschaftlich eingeführt wurde. Auf Hainan ist der Chinesische Inselmaulwurf die einzige Art der Maulwürfe.

## Lebensweise
Über die Lebensweise des Chinesischen Inselmaulwurfs liegen nur sehr wenige Daten vor. Wie alle Ostasiatischen Maulwürfe lebt er unterirdisch und gräbt Tunnel im Boden. Zu sonstigen Aktivitäten und zur Sozialstruktur ist nichts bekannt. Als Hauptnahrung dienen Regenwürmer und Insekten, bei letzteren sowohl ausgewachsene als auch Jungstadien. Bisher wurde ein trächtiges Weibchen im März gesichtet, das vier Föten austrug. Zu den Fressfeinden zählt die Graseule, der Chinesische Inselmaulwurf macht aber nach Gewölleuntersuchungen im südlichen Taiwan weniger als 1 % der erbeuteten Biomasse aus. Ein Individuum wurde als Wirt von Oryctolaelaps, einer Gattung der Milben, identifiziert.

## Systematik
Der Chinesische Inselmaulwurf ist eine Art aus der Gattung der Ostasiatischen Maulwürfe (Mogera), zu der insgesamt neun Arten gehören. Die Gattung wiederum bildet einen Teil der Familie der Maulwürfe (Talpidae). Innerhalb der Familie wird sie gemeinsam mit einigen anderen, vorwiegend eurasisch verbreiteten Artengruppen in die Tribus der Eigentlichen Maulwürfe (Talpini) verwiesen. Die Tribus vereint die zumeist grabenden Vertreter der Maulwürfe, andere Mitglieder der Familie leben dagegen nur teilweise unterirdisch, bewegen sich oberirdisch fort oder sind an eine semi-aquatische Lebensweise angepasst. Nach molekulargenetischen Untersuchungen verteilen sich die Ostasiatischen Maulwürfe auf zwei Verwandtschaftslinien. Zu der einen zählen die ost- und südostasiatisch-festländischen Vertreter um den Chinesischen Inselmaulwurf, zu der anderen die Arten der japanischen Inselwelt um den Japanischen Maulwurf (Mogera wogura), in letztere wird zusätzlich noch der Ussuri-Maulwurf (Mogera robusta) der Koreanischen Halbinsel und der fernöstlichen russischen Region Primorje eingeordnet. Die Trennung der Ostasiatischen Maulwürfe in diese beiden Linien erfolgte im Oberen Miozän vor etwa 10 bis 8 Millionen Jahre. Die erstgenannte Gruppe differenzierte sich wenig später weiter. Hierbei spaltete sich zuerst die Linie des La-Touche-Maulwurfs (Mogera latouchei) aus dem südlichen China und aus Vietnam ab, was bereits vor rund 8 Millionen Jahren geschah. Die beiden taiwanesischen Formen, der Chinesische Inselmaulwurf und der Kano-Maulwurf (Mogera kanoana) bestehen seit dem Pliozän vor rund 4,5 Millionen Jahren als eigenständige Linien. Die nahe Verwandtschaft der beiden Arten ist auch cytogenetisch erkennbar, da sie jeweils eine Chromosomenanzahl von 2n = 32 aufweisen, ebenso wie die Anzahl der Arme der Autosomen (fundamentale Anzahl) mit 56 identisch ist (ursprünglich wurde vom Chinesischen Inselmaulwurf eine fundamentale Anzahl von 54 ohne Geschlechtschromosome veröffentlicht, was aber auf eine falsche Identifizierung eines Chromosoms zurückzuführen ist). Der La-Touche-Maulwurf hingegen weist einen Chromosomensatz von 2n = 30 auf, die japanischen Angehörigen der Ostasiatischen Maulwürfe wiederum von 2n = 36.

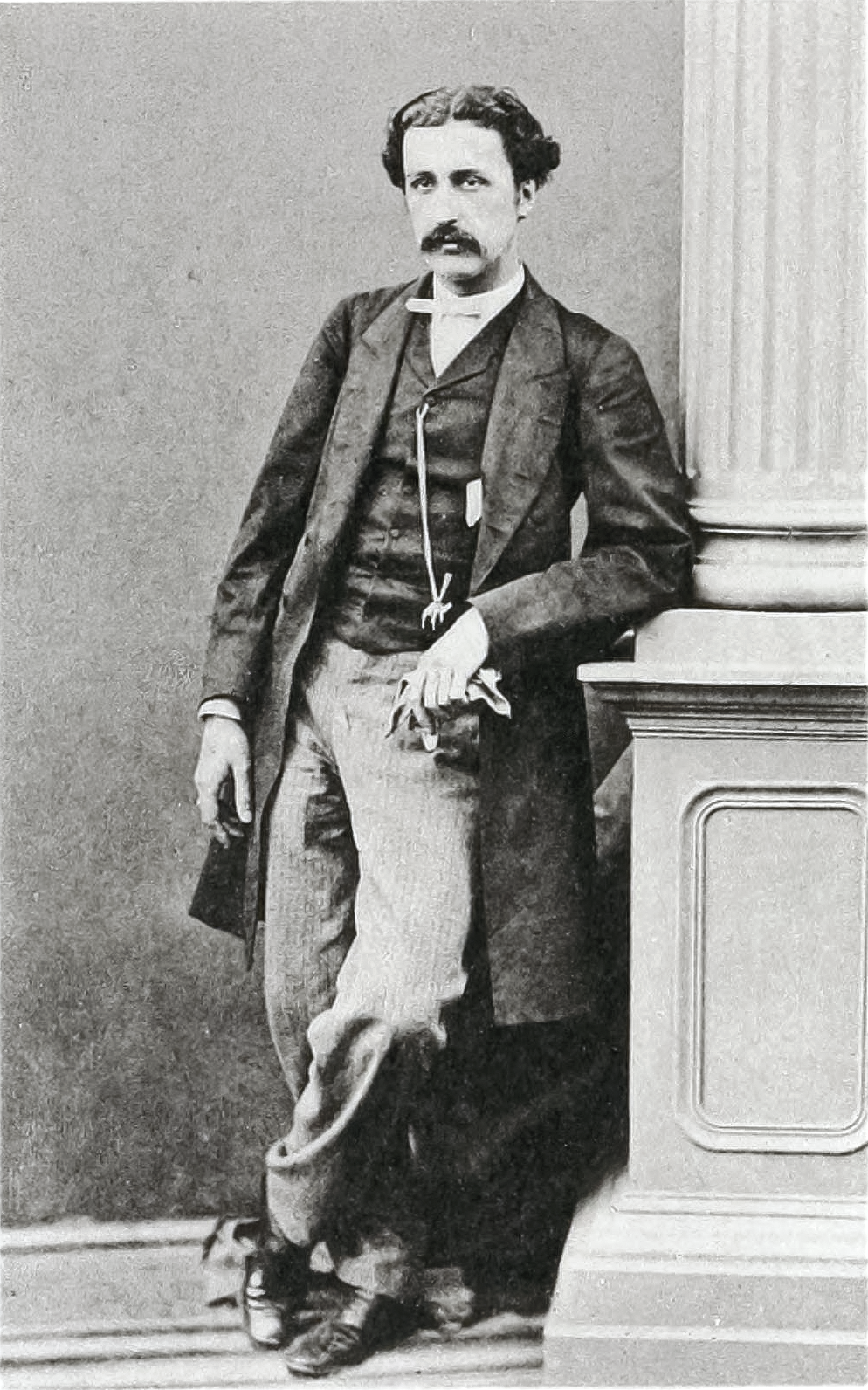
Robert Swinhoe

Die wissenschaftliche Erstbeschreibung des Chinesischen Inselmaulwurfs erstellte Robert Swinhoe im Jahr 1863 unter der Bezeichnung Talpa insularis. Er führte sie anhand eines Individuums durch, für das er den kurzen Schwanz und die nach oben gerichtete Schnauze hervorhob. Außerdem verwies er auf die mit Haut bedeckten Augen und stellte die neue Form damit in die Nähe des Blindmaulwurfs (Talpa caeca), gleichzeitig sah er auch Übereinstimmungen mit dem Weißschwanzmaulwurf (Parascaptor leucurus). Als Herkunftsgebiet gab Swinhoe lediglich Island of Formosa, also Taiwan an, was somit als Typusgebiet der Art gilt.  Historisch wurde der Chinesische Inselmaulwurf teilweise dem Himalaya-Maulwurf (Euroscaptor micrurus) zugeordnet, der heute zu den Südostasiatischen Maulwürfen gehört. Diese Ansicht basiert auf Ernst Schwarz, der im Jahr 1948 im Zuge einer Revision der talpinen Maulwürfe alle Formen Ost- und Südostasiens mit den Eurasischen Maulwürfen in der Gattung Talpa vereinte. Zudem sah er alle Maulwurfsvertreter der ost- und südostasiatischen Region als einer Art zugehörig an, die er mit Talpa micrura bezeichnete und innerhalb der er mehrere Unterarten auswies, darunter auch den Chinesischen Inselmaulwurf als Talpa micrura insularis. Die Vorgehensweise wurde in der Folgezeit von zahlreichen Autoren übernommen, spätestens in einem Zeitraum von den 1970er bis 1990er Jahren aber nach und nach wieder aufgegeben.
Innerhalb der Art werden zwei Unterarten unterschieden:
- M. i. hainana Thomas, 1910; Hainan
- M. i. insularis (Swinhoe, 1863); Taiwan, Nominatform

Der Status der Maulwürfe von Hainan ist umstritten. Sie wurden von Oldfield Thomas im Jahr 1910 anhand von vier Individuen vom Wuzhishan beschrieben, als Holotyp wählte er ein ausgewachsenes Weibchen. Thomas führte sie mit Mogera hainana als eigenständige Art, den Status verlor sie mit der Überarbeitung durch Schwarz 1948, was später nicht aufgehoben wurde. Das Verbreitungsgebiet der Tiere auf Hainan ist heute abgetrennt von der Nominatform, die Insel war jedoch während der letzten Kaltzeit Teil des Festlandes. Aufgrund deutlicher morphometrischer Unterschiede zur Nominatform wird vermutet, dass es sich um getrennte Arten handelt. Dies gilt auch für den La-Touche-Maulwurf (Mogera tatouchei), der in der Vergangenheit ebenfalls als Unterart in den Chinesischen Inselmaulwurf eingegliedert war. Die Form hat ein stark zersplittertes Verbreitungsgebiet, das vom südlichen China bis in den Norden von Vietnam reicht. Ihre Namensgebung als Mogera latouchei geht ebenfalls auf Thomas zurück, in diesem Fall auf das Jahr 1907. Genetische und cytogenetische Befunde sowie anatomische Merkmale sprechen ihr einen eigenständigen Artcharakter zu. Sie wurde daher in verschiedenen Publikationen seit 2009 als unabhängig geführt, was im Jahr 2018 auch der achte Band des Standardwerkes Handbook of the Mammals of the World übernahm. Des Weiteren trennte im Jahr 2007 ein Wissenschaftlerteam um Shin-ichiro Kawada den Kano-Maulwurf (Mogera kanoana) auf Taiwan aufgrund molekulargenetischer Befunde vom Chinesischen Inselmaulwurf ab und beschrieb ihn als neue Art. Die Tiere bewohnen Höhenlagen um 2800 m.

## Bedrohung und Schutz
Die Art wird von der IUCN aufgrund des großen Verbreitungsgebiets und der angenommen hohen Bestandszahlen als „nicht gefährdet“ (least concern) eingestuft. Bedrohungen für die Bestände sind nicht bekannt. Die Klassifikation der IUCN schließt aber zusätzlich den La-Touche-Maulwurf mit ein.